# Prevelis
 (avril 2023).
Si vous disposez d'ouvrages ou d'articles de référence ou si vous connaissez des sites web de qualité traitant du thème abordé ici, merci de compléter l'article en donnant les références utiles à sa vérifiabilité et en les liant à la section « Notes et références ».
Le Prevelis (Πρέβελης, Prévelis) est un ferry de la compagnie grecque ANEK Lines. Construit en 1980 aux chantiers Imabari Zōsen d'Imabari pour la compagnie japonaise Shikoku Kaihatsu Ferry, il portait à l'origine le nom de Ferry Orange N°2 (フェリーおれんじ2, Ferī Orenji 2). Mis en service en décembre 1980 sur les lignes entre Ōsaka et l'île de Shikoku, il reste positionné sur cet axe jusqu'en 1994 avant d'être cédé à la société crétoise Rethymniaki Naftiliaki Touristiki. Rebaptisé Preveli (Πρέβελη, Préveli), il est transformé puis affecté aux liaisons entre Le Pirée et la Crète à partir d'août 1994. Transféré en 2000 sous les couleurs d'ANEK Lines en raison du rachat de Rethymniaki Naftiliaki, il dessert à présent la Crète ainsi que les archipels des Cyclades et du Dodécanèse.

## Histoire

### Origines et construction
À la fin de l'année 1980, la compagnie Shikoku Kaihatsu Ferry envisage la construction d'une quatrième unité afin de renforcer ses liaisons entre Ōsaka et Saijō, sur l'île de Shikoku. Ce nouveau navire est alors prévu pour être plus imposant que ses prédécesseurs, notamment avec son garage occupant une surface plus importante.
Construit par les chantiers Imabari Zōsen, le navire, baptisé Ferry Orange N°2, est mis sur cale le 5 septembre 1980 et lancé le 9 novembre. Après un mois et demi de finitions, il est livré à Shikoku Kaihatsu le 23 décembre 1980.

### Service

#### Shikoku Kaihatsu Ferry (1980-1994)
Le Ferry Orange N°2 est mis en service le 27 décembre 1980 entre Ōsaka et Saijō. Il effectue ses rotations en tandem avec le Ferry Orange.
Dans les années 1990, Shikoku Kaihatsu envisage le remplacement de sa flotte actuelle par des unités neuves plus imposantes. En 1994, après une carrière d'environ quatorze ans sans incidents notables, le Ferry Orange N°2 est supplanté par le nouvel Orange 7. Le navire est alors retiré de la flotte et vendu en juillet à la compagnie grecque Rethymniaki Naftiliaki Touristiki.

#### Rethymniaki Naftiliaki Touristiki (1994-2000)
Une fois réceptionné par son nouvel armateur, le navire est rebaptisé Preveli. Arrivé en Grèce en septembre 1994 au terme de son long voyage depuis le Japon, il entre aux chantiers de Perama afin d'être transformé en vue de sa future affectation. Au cours des travaux, d'importantes modifications sont réalisées à bord, les aménagements intérieurs sont entièrement repensés et le garage supérieur est supprimé et remplacé par des cabines. Les dispositifs de sécurité sont également renforcés avec l'ajout d'embarcations de sauvetage.
Une fois les transformations achevées, le navire entre en service en décembre 1994 sur les liaisons entre Le Pirée et Réthymnon, en Crète, sous les couleurs de la compagnie Cretan Ferries. En 2000, la société Rethymniaki Naftiliaki est rachetée par la compagnie ANEK Lines, le navire intègre alors la flotte de l'armateur crétois.

#### ANEK Lines (depuis 2000)
Transféré au sein de la flotte d'ANEK Lines, le navire est renommé Prevelis. Conservé sur son affectation initiale entre Le Pirée et Réthymnon, il est également employé sur des traversées vers Héraklion ainsi que vers l'archipel du Dodécanèse.
Le 27 septembre 2006, il s'échoue à proximité de Réthymnon, mais parvient cependant à se dégager par ses propres moyens.
À partir de juin 2008, le Prevelis est affecté à la desserte combinée de la Crète et des Cyclades depuis Le Pirée.

## Aménagements
Le Prevelis possède 9 ponts. Si le navire s'étend en réalité sur 10 ponts, l'un d'entre eux est inexistant au niveau du garage afin de permettre au navire de transporter du fret. Les locaux passagers occupent les ponts 4, 5, 6 et 7 tandis que le pont 3 abrite le garage.

### Locaux communs
Durant sa carrière sous pavillon japonais, les installations du navire sont méconnues. À l'instar des navires japonais de son époque, le Ferry Orange N°2 était probablement équipé d'un espace de restauration, d'un salon ainsi que de bains publics.
Depuis les transformations de 1994, le Prevelis est équipé sur le pont 6 d'un bar-salon, d'un restaurant, d'un self-service ainsi que d'une piscine sur le pont 7.

### Cabines
Durant la période japonaise du navire, les installations étaient très probablement constituées de cabines en 1re classe et de dortoirs en 2de classe.
Depuis 1994, le navire est équipé de 251 couchettes réparties dans une centaine de cabines situées sur les ponts 4 et 5.

## Caractéristiques
Le Prevelis mesure 142,47 mètres de long pour 23,50 mètres de large, son tonnage était à l'origine de 5 683 UMS avant d'être finalement porté à 15 354 UMS après les travaux de transformation de 1994. Dans sa configuration initiale, il pouvait embarquer 604 passagers et possédait un spacieux garage de 900 mètres linéaires de fret pouvant contenir une centaine de véhicules. Depuis 1996, il peut accueillir 1 600 passagers et 450 véhicules. Il était initialement accessible par deux portes rampes, deux portes axiales situées à la poupe et l'une située à la proue. Depuis son passage sous pavillon grec, la porte avant a été condamnée. La propulsion du Prevelis est assurée par deux moteurs diésel Pielstick-IHI 12PC2-5V développant une puissance de 11 750 kW entrainants deux hélices faisant filer le bâtiment à une vitesse de 20 nœuds. Il est aussi doté d'un propulseur d'étrave ainsi que d'un stabilisateur anti-roulis. Les dispositifs de sécurité étaient à l'époque essentiellement composés de radeaux de sauvetage, mais aussi d'une embarcation semi-rigide de secours. Depuis 1994, le navire est équipé de quatre embarcations de sauvetage fermées de taille moyenne.

## Lignes desservies
Pour la compagnie, le Ferry Orange N°2 desservait les lignes inter-îles japonaises entre Ōsaka et Saijō sur l'île de Shikoku.
À partir de 1994, sous les couleurs de Cretan Ferries, le navire assure des rotations vers la Crète entre Le Pirée et Réthymnon.
Lorsque le navire est transféré sous les couleurs d'ANEK Lines, il dessert, en plus de son affectation principale, la ville d'Héraklion ainsi que l'archipel du Dodécanèse.
Depuis 2008, le Prevelis est principalement affecté aux liaisons reliant Le Pirée à la Crète, aux Cyclades et au Dodécanèse.